# Lijst van beelden in Zuid-Holland
Hieronder een overzicht van lijsten van beelden per gemeente in de provincie Zuid-Holland.
- Lijst van beelden in Alblasserdam
- Lijst van beelden in Albrandswaard
- Lijst van beelden in Alphen aan den Rijn
- Lijst van beelden in Barendrecht
- Lijst van beelden in Bodegraven-Reeuwijk
- Lijst van beelden in Capelle aan den IJssel
- Lijst van beelden in Delft
- Lijst van beelden in Den Haag
- Lijst van beelden in Dordrecht
- Lijst van beelden in Goeree-Overflakkee
- Lijst van beelden in Gorinchem
- Lijst van beelden in Gouda
- Lijst van beelden in Hardinxveld-Giessendam
- Lijst van beelden in Hendrik-Ido-Ambacht
- Lijst van beelden in Hillegom
- Lijst van beelden in Hoeksche Waard
- Lijst van beelden in Kaag en Braassem
- Lijst van beelden in Katwijk
- Lijst van beelden in Krimpen aan den IJssel
- Lijst van beelden in Krimpenerwaard
- Lijst van beelden in Lansingerland
- Lijst van beelden in Leiden
- Lijst van beelden in Leiderdorp
- Lijst van beelden in Leidschendam-Voorburg
- Lijst van beelden in Lisse
- Lijst van beelden in Maassluis
- Lijst van beelden in Midden-Delfland
- Lijst van beelden in Molenlanden
- Lijst van beelden in Nieuwkoop
- Lijst van beelden in Nissewaard
- Lijst van beelden in Noordwijk
- Lijst van beelden in Oegstgeest
- Lijst van beelden in Papendrecht
- Lijst van beelden in Pijnacker-Nootdorp
- Lijst van beelden in Ridderkerk
- Lijst van beelden in Rijswijk
- Lijst van beelden in Rotterdam
  - Lijst van beelden in Rotterdam-Centrum
  - Lijst van beelden in Rotterdam-Noord
  - Lijst van beelden in Rotterdam-Oost
  - Lijst van beelden in Rotterdam-Zuid
  - Lijst van beelden in Rotterdam-West
- Lijst van beelden in Schiedam
- Lijst van beelden in Sliedrecht
- Lijst van beelden in Teylingen
- Lijst van beelden in Vlaardingen
- Lijst van beelden in Voorne aan Zee
- Lijst van beelden in Voorschoten
- Lijst van beelden in Waddinxveen
- Lijst van beelden in Wassenaar
- Lijst van beelden in Westland
  - Lijst van beelden in 's-Gravenzande
  - Lijst van beelden in Naaldwijk
  - Lijst van beelden in Wateringen
- Lijst van beelden in Zoetermeer
- Lijst van beelden in Zoeterwoude
- Lijst van beelden in Zuidplas
- Lijst van beelden in Zwijndrecht

Drenthe ·
Flevoland ·
Friesland ·
Gelderland ·
Groningen ·
Limburg ·
Noord-Brabant ·
Noord-Holland ·
Overijssel ·
Utrecht ·
Zeeland ·
Zuid-Holland